# Station Montbrison
Station Montbrison is een spoorwegstation in de Franse gemeente Montbrison / Savigneux.